# James D. Harmston
James D (Dee) Harmston, född 6 november 1940, död 27 juni 2013 i Mount Pleasant, Utah, var grundare och ledare av den amerikanska mormonsekten den Sanna och Levande Jesu Kristi Kyrka av de Sista Dagarnas Heliga, som han hävdade är den enda sanna kyrkan. Han var också polygamist.
Harmston var själv uppvuxen inom Jesu Kristi Kyrka av Sista Dagars Heliga som han lämnade tillsammans med sin fru på 1980-talet.
De invigde ett särskilt rum i sitt eget hus åt ritualer som mormoner annars bara får utöva i särskilda tempel. Paret Harmston berättade senare hur de fått besök av Fadern, Sonen och andra himmelska budbärare. Den 25 november 1990 ska de bibliska personerna Enok, Noa, Abraham och Mose ha lagt händerna på hans huvud och överlämnat nycklarna till det Melkisedekska prästadömet till honom. Dessa nycklar skulle ha beslagtagits från "falska profeter" inom Jesu Kristi Kyrka av Sista Dagars Heliga.
Harmston och hans fru bildade sin egen Sanna och Levande Jesu Kristi Kyrka av de Sista Dagarnas Heliga med Harmston själv som president, profet och uppenbarare. Man etablerade sitt högkvarter i Manti, Utah där man samlade hundratals anhängare och 1997 lyckades man öka sitt medlemsantal ytterligare genom en sofistikerad internetsida.
Harmston hade 1998 samlat på sig åtta fruar, huvudsakligen från andra fundamentalistiska mormongrupper. Samma år avslöjades det även att han äktat en av dessa när hon endast var sexton år gammal, vilket resulterade i stora mängder negativ publicitet.
Jim Harmston hävdar själv att han är en inkarnation av Joseph Smith, Jesaja, kung Artur och William Wallace.
En medlem av kyrkan har rapporterat att Harmston en gång profeterade att “Jesus skulle komma till Manti den 25 mars år 2000.” “Medlemmarna skaffade sig då en massa kreditkort som de använde till att köpa porslin, silverbestick, bägare, mat, en stor frysbox, chokladdesserter och snittblommor. Jesus skulle besöka medlemmarna av TLC och tillsammans skulle man rensa mormontemplet i Manti, där man skulle festa tillsammans på tredje våningen ”. “När Jesus inte kom trots att vi väntat hela natten i kyrkvåningen så bad Jim oss att gå hem och fråga oss själva: Är det mitt fel att Han inte kom?
Källor
1. ↑  ”Arkiverade kopian”. Arkiverad från originalet den 16 april 2010. https://web.archive.org/web/20100416060010/http://www.mormonfundamentalism.com/ChartLinks/TLCchurch.htm. Läst 6 augusti 2010.